# Купреянов, Яков Николаевич
Купрея́нов Я́ков Никола́евич (8 сентября 1932, Москва — 25 марта 2006) — московский скульптор, член Союза художников СССР (1959), заслуженный художник Российской Федерации (1999).

## Биография

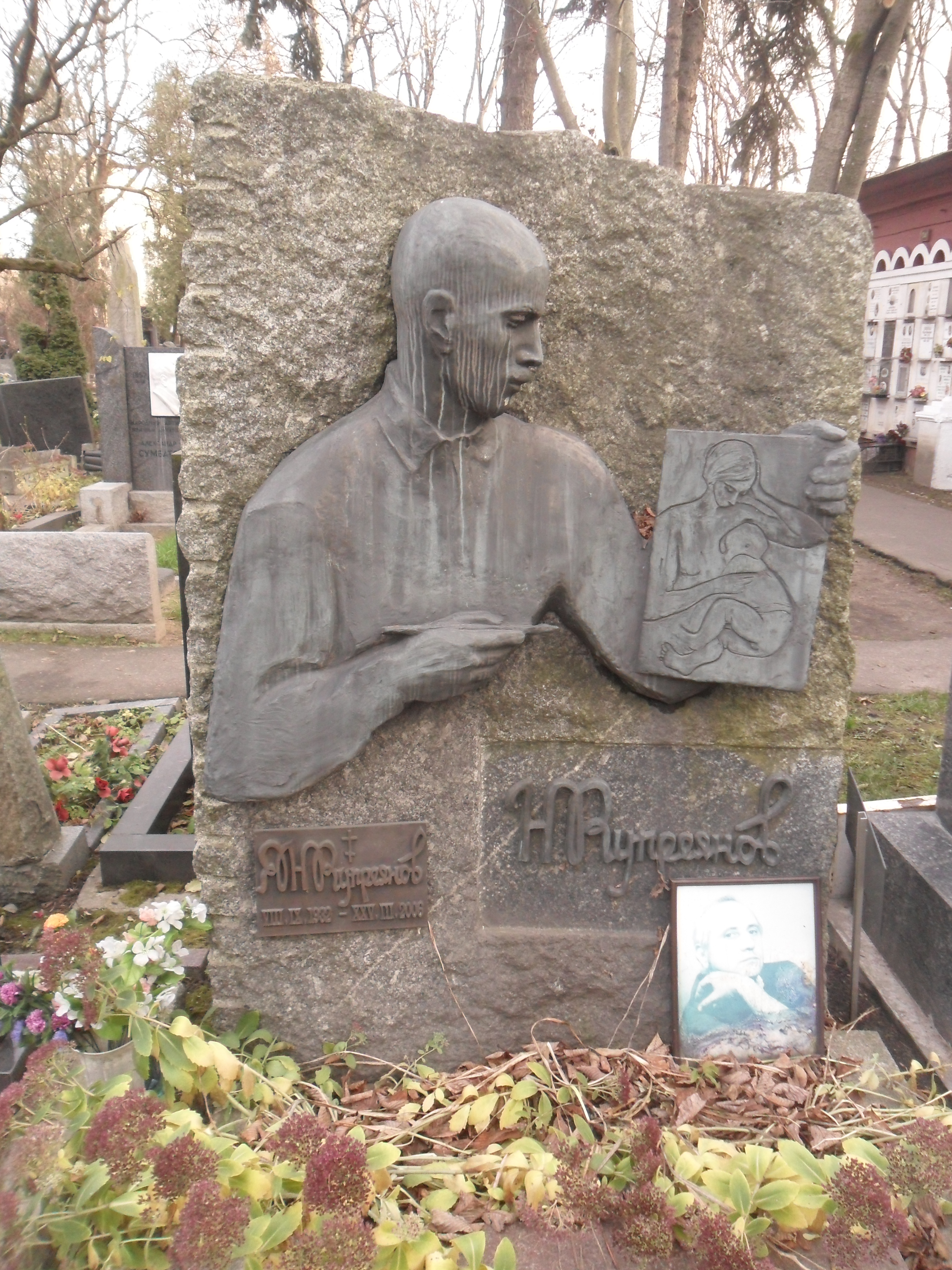
Могила Купреянова на Новодевичьем кладбище Москвы.

Родился 8 сентября 1932 года в Москве в семье художника-графика Н. Н. Купреянова (1894—1933). Мать художника — педагог и танцовщица Вера Яковлевна Каган-Шабшай (1905—1988), дочь профессора Якова Фабиановича Кагана-Шабшая. Правнучатый племянник известного русского социолога и публициста Николая Константиновича Михайловского (1842—1904).
В 1948-1952 годах учился в Московском художественном училище памяти 1905 года. Занимался у Б. Д. Королёва. В 1952-1958 годах учился в Московском государственном институте им. В. И. Сурикова по мастерской Д. П. Шварца и Н. В. Томского.
Начал участвовать в выставках с 1958 года. В 1959 году вступил в Союз художников СССР. Работал в области станковой и монументальной скульптуры, а также малой пластики.
Имя скульптора Якова Николаевича Купреянова ассоциируется прежде всего с его работами в области монументальной пластики. Это и памятные знаки (в Москве, Хотькове, в Хромтау, Казахстане, Шахрисабз и Яккабаг Узбекистане), скульптурная композиция «Революция» установленная в Пензенской области, в Москве участвовал восстановлении «Храма Христа Спасителя», фасад Храма горельеф Алексий I, на Ленинградском проспекте у института МАДИ (1992 г.), посвященный павшим в Великой Отечественной войне — несомненная удача скульптора.

Купреянов Я. Н. серьёзно работал над историческими сюжетами — Степан Разин, Петр Первый. Его работы пронизаны внутренней экспрессией; охвачена динамикой пластика фигур. Участник многих выставок. Лучшие работы скульптора находятся в Третьяковской галерее и других областных музеях России и частных собраниях. В 1981 году в Костроме прошла выставка произведений графики и скульптуры двух советских художников разных поколений. Она явилась данью уважения к памяти Н. Н. Купреянова, графика и Я. Н. Купреянова, скульптура. Участник всесоюзных, республиканских, московских и зарубежных выставок (Венгрия, Чехословакия).
Скончался 25 марта 2006 года. Похоронен на Новодевичьем кладбище (2 уч., 7 ряд.).

## Семья
- Сын Николай Яковлевич Купреянов (род. 1960) — художник[3].
- Сын Павел Яковлевич Купреянов (род. 1976). В 2004—2009 годах — студент Московского государственного областного университета. 9 марта 2005 года учредил Фонд «Изучение творческого наследия Н. Н. Купреянова». Индивидуальный предприниматель. Представитель Лермонтовской ассоциации[источник не указан 541 день].
- Дочь Татьяна Яковлевна Купреянова (род. 1981) — художник-гример[источник не указан 541 день].